# Апатинске рибарске вечери
Апатинске рибарске вечери представљају манифестацију, дуге традиције која се одржава у граду Апатину, у Србији.

## Корени манифестације
Верује се да ова манифестација води порекло од сталешких свечаности, односно од свечаности које су стари аласи одржавали 29. јуна на дан Светог Петра и Павла. Оно што је карактеристично за ова два свеца јесте то што се сматрају заштитницима рибарских делатности и самих рибара. Сталешке свечаности су обично биле одржаване у трајању од три дана. Почетак сталешких свечаности се обележавао окупљањем мајстора и њихових супруга у оближњој гостионици. Сама манифестација рибарских вечери је започела са одржавањем 1963. године, 8. и 9. јуна. Настала је из жеље да се развој туризма града Апатина подигне на виши ниво. Од 1963. године, изузев 1965. године, ова манифестација се одржавала сваке године. 

## Општи програм манифестације
Манифестација траје 4 дана, са тим да је свечано отварање четвртком а затварање недељом. Програм је врло богат у различитим аспектима; уметничком, културном, спортском, забавном. Различите организације, спортски клубови, групе и слично, које припадају округу Апатина, управо посећују апатинске рибарске вечери. Најлепши сегмент ове манифестације је такмичење у припремању апатинског рибљег паприкаша. Трофеј који се уручује победнику носи назив "Златни котлић".